# Ньюве Делфт
Ньюве Делфт (нід. Nieuw Delft) — один з найстаріших каналів в місті Делфт в нідерландській провінції Південна Голландія. Він простягається приблизно в напрямку північ-південь, паралельно до старішого каналу Ауде Делфт, перерізаючи західну центральну частину міста.
Ауде Делфт був штучно викопаний з метою осушення навколишньої землі приблизно в 1100 році, коли місто Делфт ще не згадувалося. Припускають, що саме від  тодішньої назви каналу Дельф (від слова «копати» нід. delven) походив топонім поселення Делфт, яке виникло в ХІ столітті. 1246 року граф Вільгельм II надав Делфту статус міста. Місто розташовувалося вздовж каналу.
Наприкінці ХІІ століття паралельно Дельфу було прорито другий канал. Відповідно обидва канали були названі старим каналом — Ауде Делфт (нід. Oude Delft) і новим каналом — Ньюве Делфт (нід. Nieuw Delft). На північному і на південному кінцях два канали з'єднуються між собою водою. Зараз канал Ньюве Делфт перетинає 9 пішохідних і автомобільних мостів.
Під час будівництва каналу Ньюве Делфт викопану земля закладали в основу цієї частини міста. Ця вища місцевість у заболоченій частині міста стала популярною резиденцією багатих купців у часи Золотої доби Нідерландів. Тому в районі цих каналів є багато будинків і споруд, які тепер мають статус національної історичної пам'ятки. Так, на вздовж каналу Ньюве Делфт розташовані, зокрема:
- Музей Пола Тейтара ван Ельфе, розміщений в приватному будинку з XVI століття, в якому з 1864 по 1894 роки проживав живописець і колекціонер Пол Тейтар ван Ельфе, а з 1927 року він став музеєм для його колекції;
- неокласична синагога з білим оштукатуреним іонійським храмовим фронтом, збудована 1862 році;
- будинок, в якому з 1838 року до 2003 року урядував суд кантону Делфт;
- Музей армії, який існував у триповерховій будівлі 1692 року в місті Делфт з 1986 року, коли в присутності принца Бернарда міністр оборони відкрив історичну виставку, а в 1989 році королева Беатрікс відкрила весь музейний комплекс. Комплекс будівель використовувався як Королівський військово-історичний музей до 2013 року. Музей висвітлював історію нідерландських збройних сил.

## Галерея

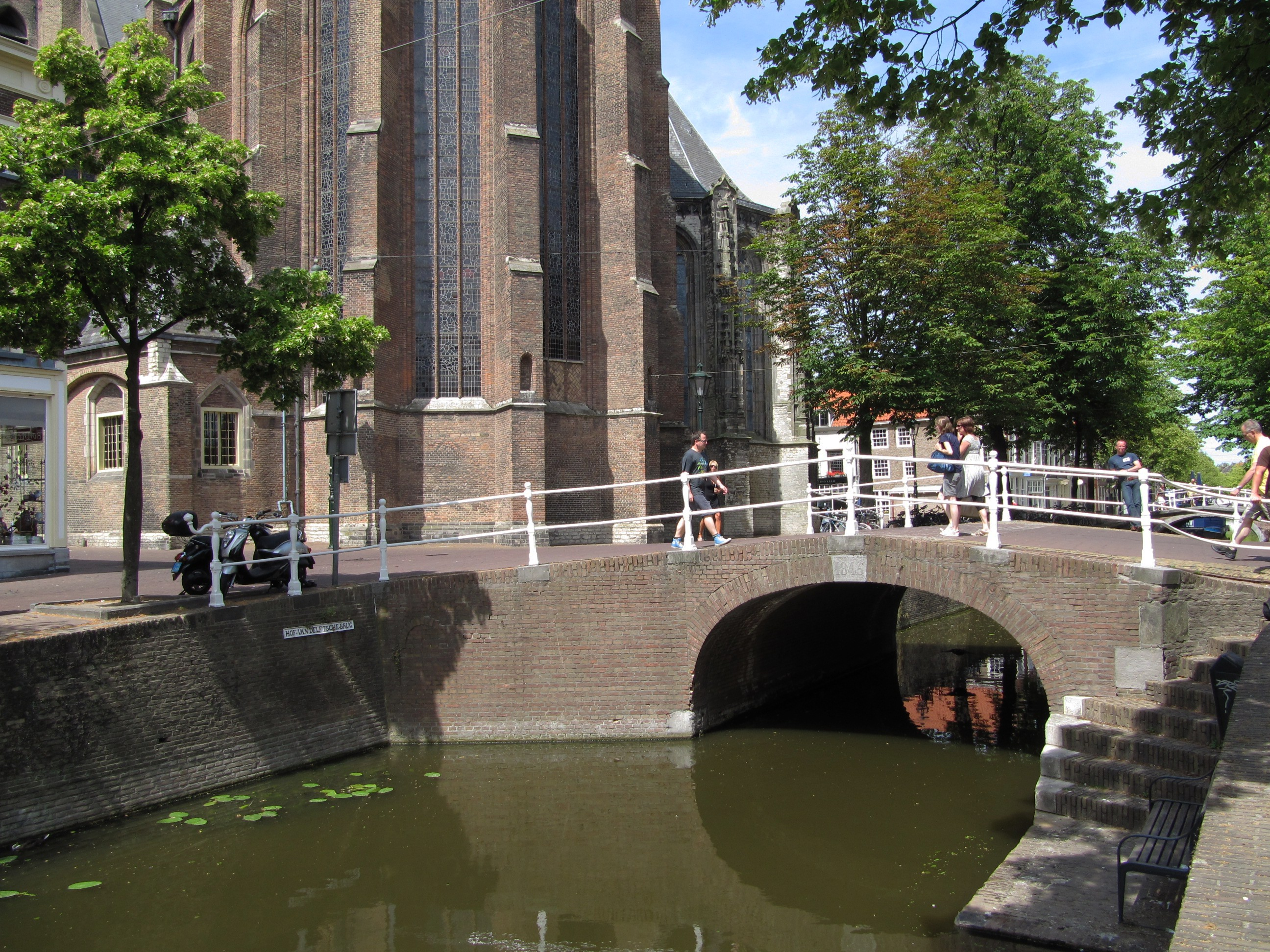
Міст Гоф ван Делфт, 2010
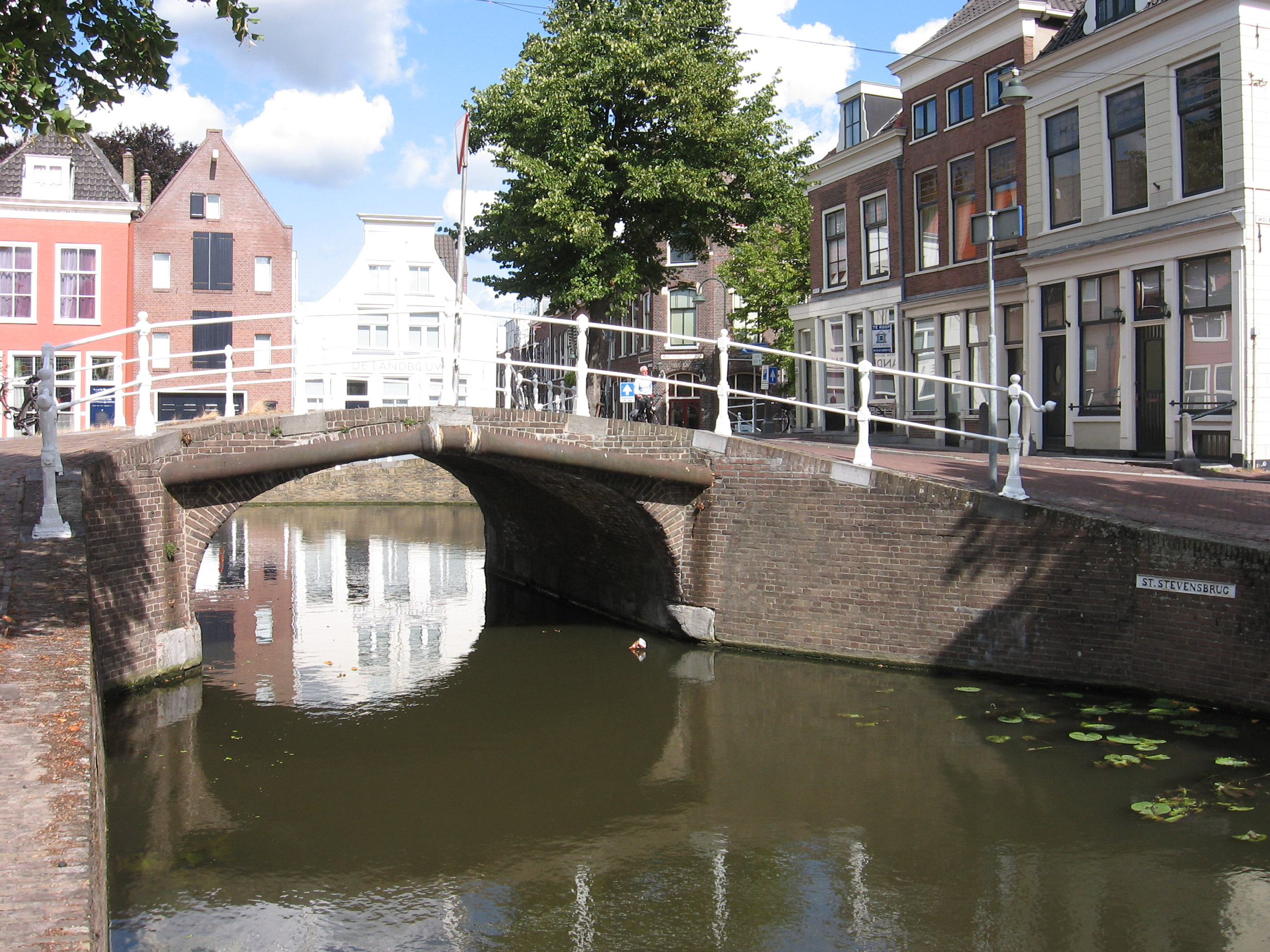
Міст Святого Стівена
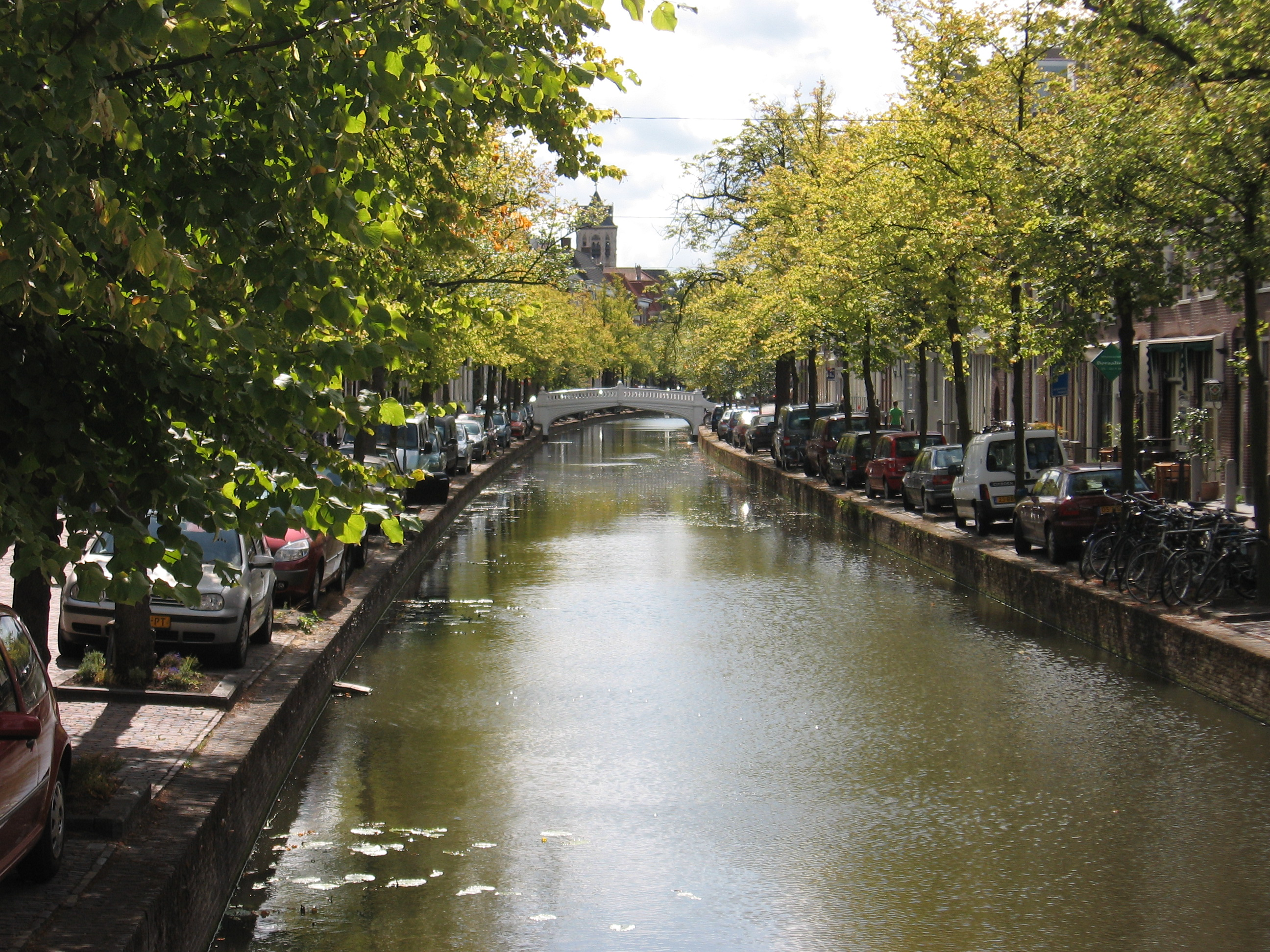
Рибний міст
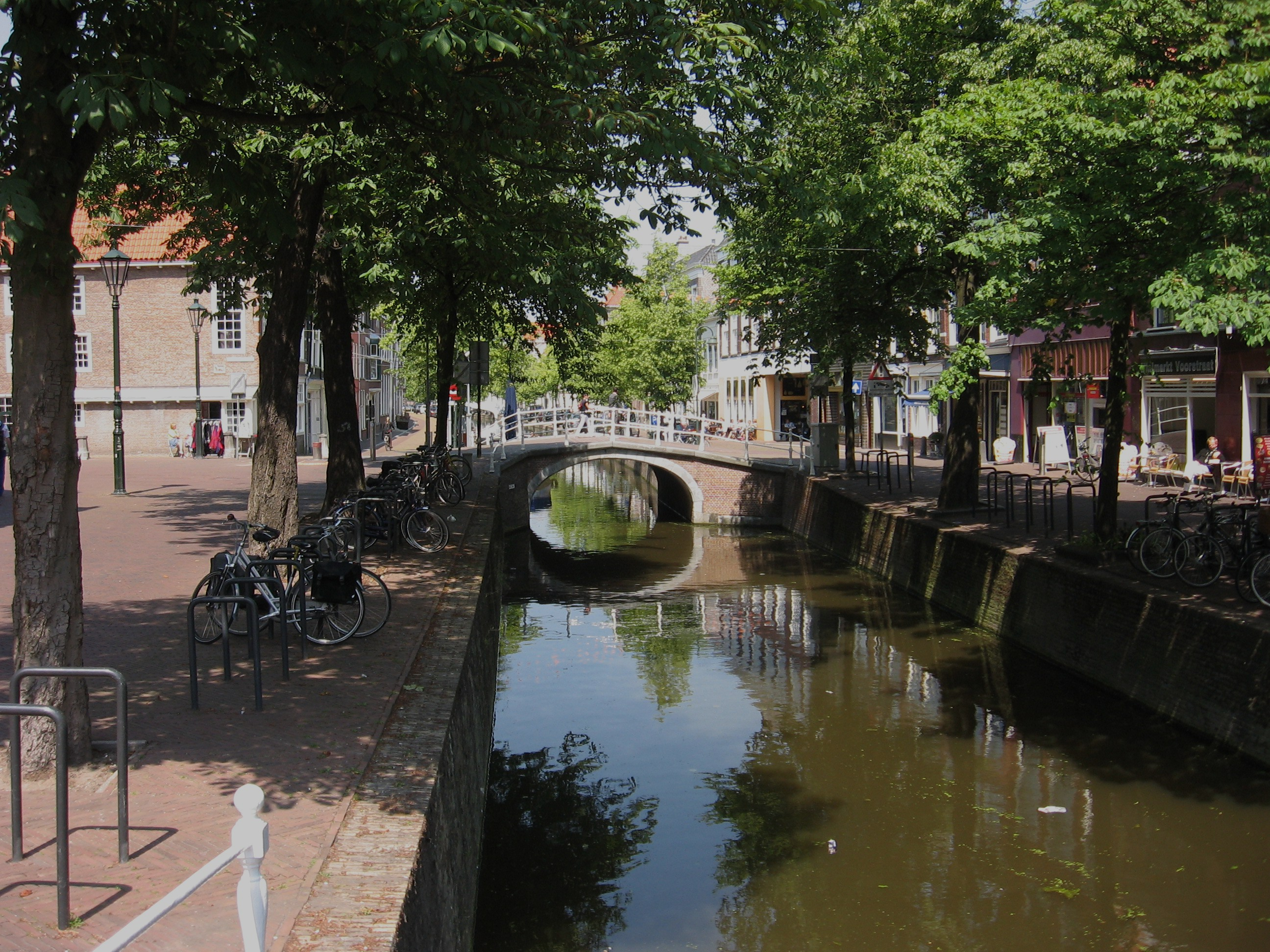
Міст Полбруг
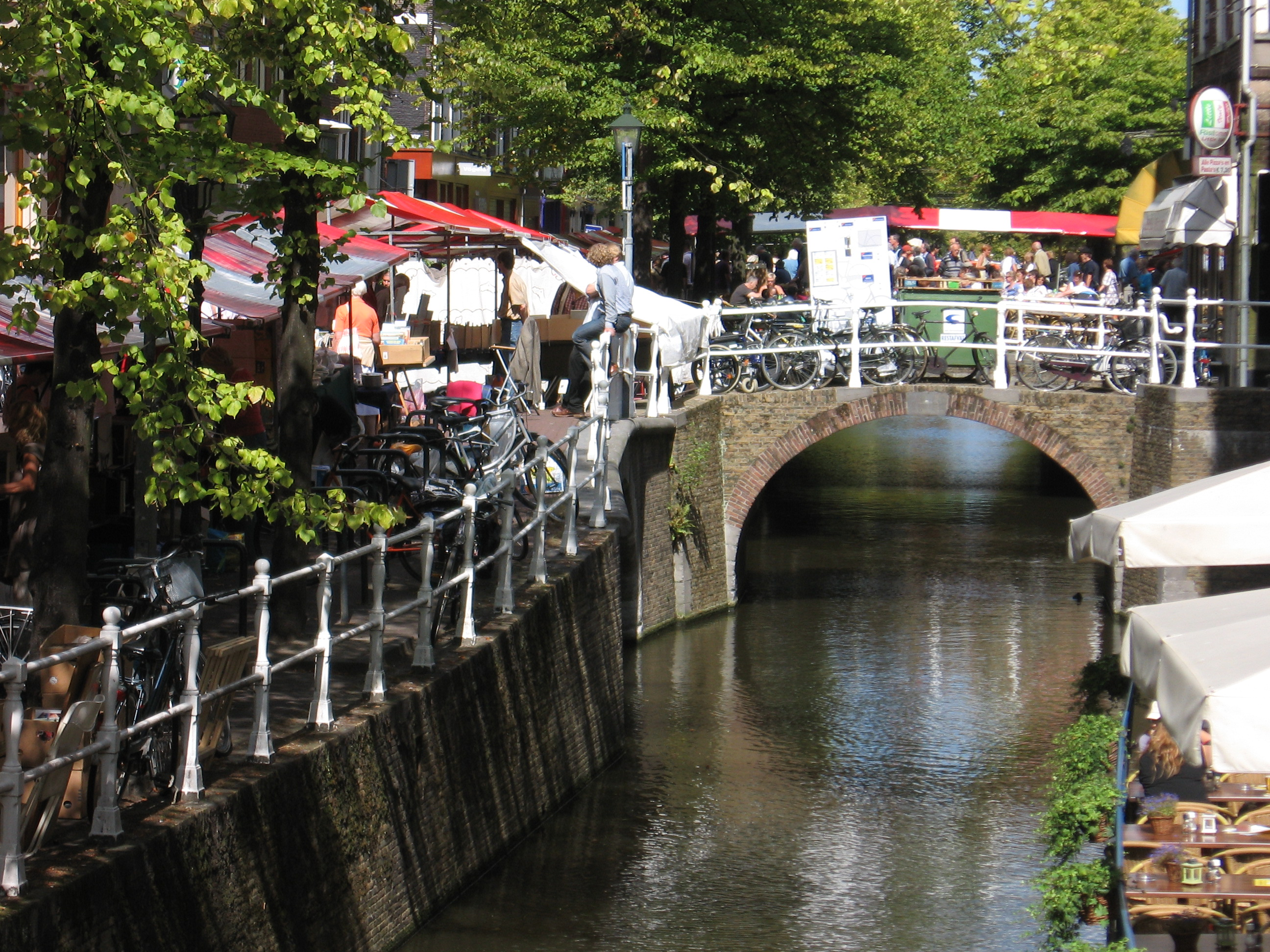
Пішохідний міст Вааґстеґ
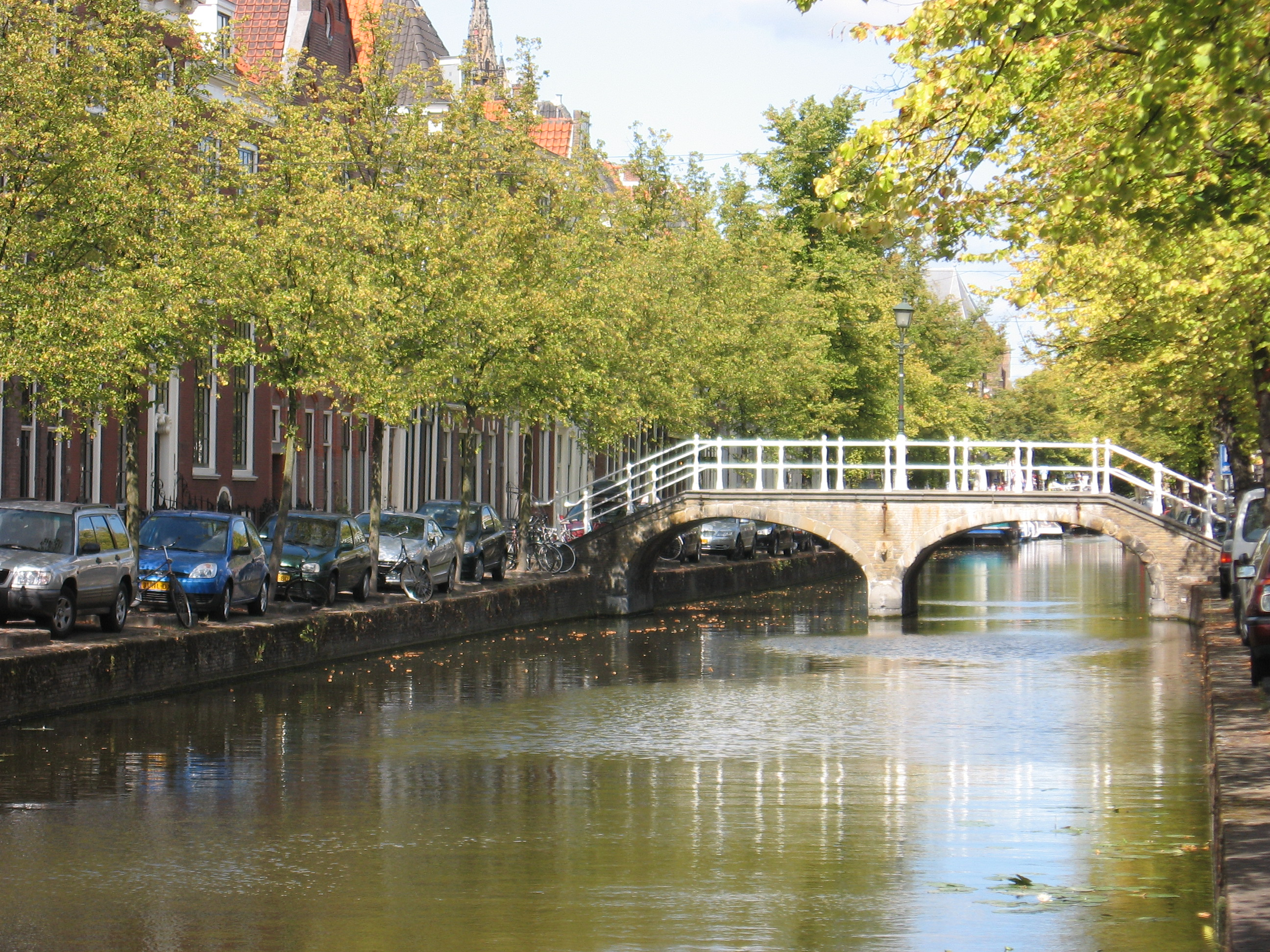
Левиний міст
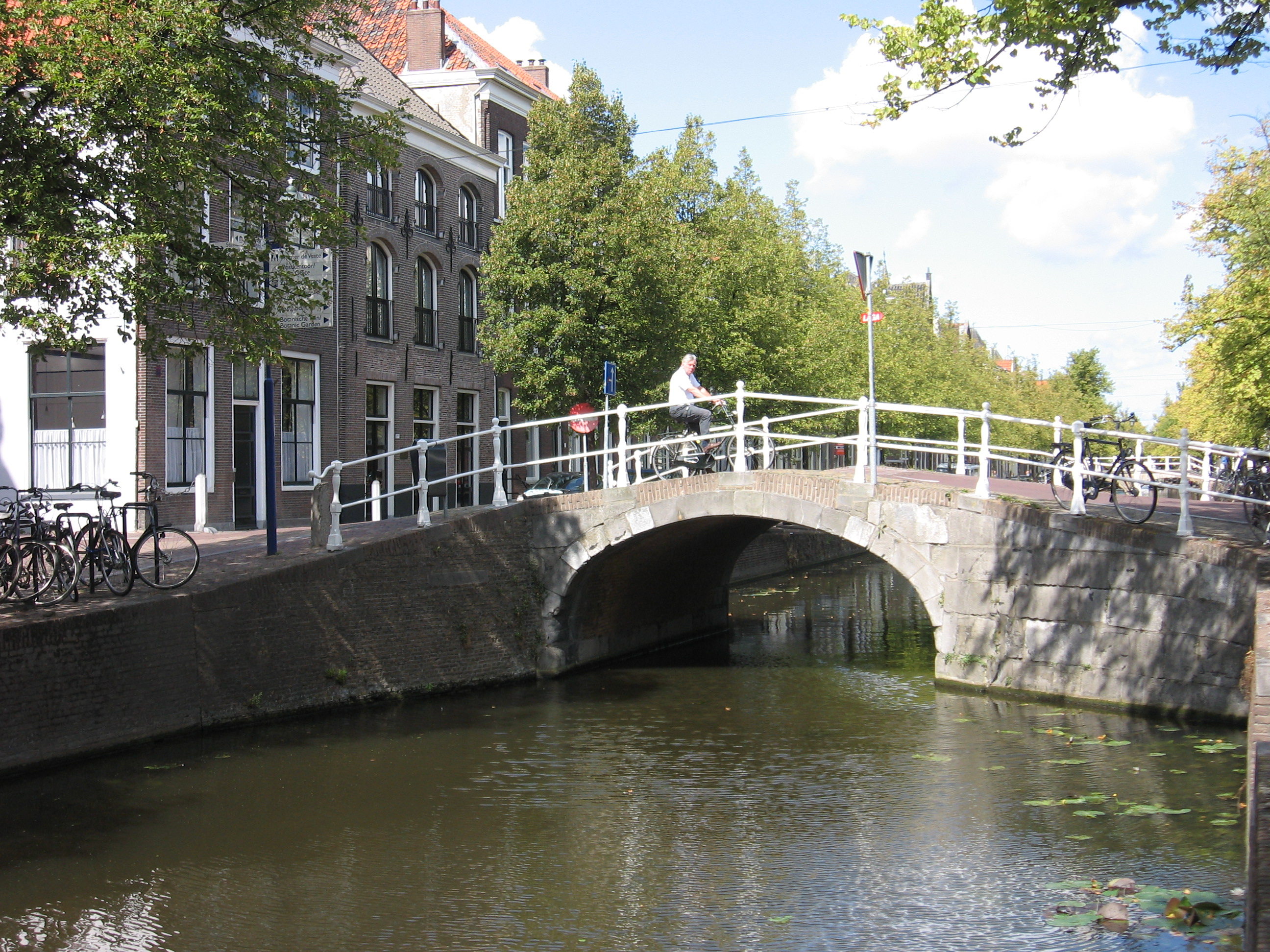
Міст Святого Якуба